# طوطی‌سهره سه‌رنگه
طوطی‌سهره سه‌رنگه (نام علمی: Erythrura tricolor) نام یک گونه از سرده طوطی‌سهره است.